# Mathieu Amalric
Mathieu Amalric (Neuilly-sur-Seine, 25 de octubre de 1965) es un actor y director de cine francés.

## Orígenes judíos: humor judío
Su padre fue Jacques Amalric, corresponsal extranjero de Le Monde y editor de Libération, y su madre Nicole Zand (judía polaca nacida en Cracovia y emigrada en la Segunda Guerra Mundial a París), fue la crítica literaria del citado diario Le Monde.
Amalric es de origen judío. Su abuela materna, judía polaca, proviene de la misma aldea que Roman Polanski, con el que además guarda un extraordinario parecido físico. Además, en 2013 protagonizó La Vénus à la fourrure (La Venus de las pieles), escrita, producida y dirigida por Roman Polanski. Según la Torá, Amalric sería judío porque su madre lo es (ley que deriva del pasaje de Deuteronomio 7:1-5).
En sus películas como director y guionista reconoce la influencia familiar y cultural del llamado humor judío, de sesgo tragicómico: 

Según pasan los años -confiesa el director-, me doy cuenta de que me influyen ciertos filmes. Amo a Lubitsch, Saul Bellow, Isaac Bashevis Singer, y también el humor de mi abuela, una judía polaca de Cracovia que llegó a Francia en 1904 y cuya familia entera murió en los campos. Este humor, esta relación con la existencia, es lo que tengo la impresión de haber recobrado a través de los comediantes de Tournée: uno no debe dejarse llevar por la autoconmiseración, sino transformar la situación en una fiesta.

## Filmografía

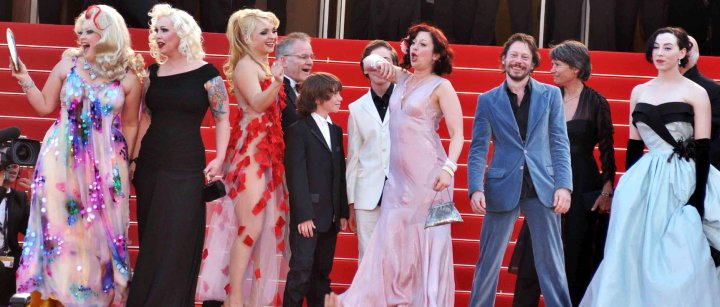
Mathieu Amalric en el Festival de Cannes con el elenco de Tournée.

- 1984: Les favoris de la lune de Otar Iosseliani - Julien.
- 1992: La chasse aux papillons de Otar Iosseliani.
- 1992: La sentinelle de Arnaud Desplechin.
- 1993: Lettre pour L... de Romain Goupil.
- 1995: Le Journal du séducteur de Danièle Dubroux - Sébastien.
- 1995: Tom est tout seul de Fabien Onteniente - Un amigo de Tom.
- 1996: Comment je me suis disputé… (ma vie sexuelle) de Arnaud Desplechin - Paul Dédalus.
- 1996: Généalogies de un crime de Raoul Ruiz - Yves.
- 1998: On a très peu d'amis de Sylvain Monod - Ivan.
- 1998: Dieu seul me voit de Bruno Podalydès - Atchoum.
- 1998: Alice et Martin de André Téchiné - Sauvagnac.
- 1998: Fin août, début septembre de Olivier Assayas - Gabriel.
- 1999: Trois ponts sur la rivière de Jean-Claude Biette - Arthur Echéant.
- 1999: Adieu, plancher des vaches! de Otar Iosseliani - Un cliente en el bar.
- 1999: La fausse suivante de Benoît Jacquot - Lélio.
- 2000: L'affaire Marcorelle de Serge Le Péron - Fourcade.
- 2000: La brèche de Roland (mediometraje) de Arnaud y Jean-Marie Larrieu - Rolande.
- 2001: Léaud l'unique (TV) de Serge Le Péron - Él mismo.
- 2001: Zaide, un petit air de vengeance (TV) de Josée Dayan - Luigi Scarofolo.
- 2001: Amour de enfance de Yves Caumon - Paul.
- 2002: Lundi matin de Otar Iosseliani - Voz de Nicolás.
- 2002: Les Naufragés de la D17 de Luc Moullet - El astrofísico.
- 2002: Lulu de Jean-Henri Roger - El abogado.
- 2002: C'est le bouquet! de Jeanne Labrune - Stéphane.
- 2003: Un homme, un vrai de Arnaud y Jean-Marie Larrieu - Boris
- 2003: Mes enfants ne sont pas comme les autres de Denis Dercourt - Géralde '.
- 2004: Inquiétudes de Gilles Bourdos - El profesor de artes plásticas.
- 2004: Le pont des Arts de Eugène Green - Un espectador del Nô.
- 2004: Reyes y reina de Arnaud Desplechin - Ismaël.
- 2005: La moustache de Emmanuel Carrère - Serge.
- 2005: Au large de Bad Ragaz de François-Christophe Marzal.
- 2005: J'ai vu tuer Ben Barka de Serge Le Péron - Philippe Bernier.
- 2005: Múnich de Steven Spielberg - Louis.
- 2005: Marie Antoinette de Sofia Coppola - El hombre en el baile de máscaras.
- 2005: Michou de Auber de Thomas Gilou - Jacques.
- 2006: Quand j'étais chanteur de Xavier Giannoli - Bruno.
- 2006: Fragments sur la grâce de Vincent Dieutre - un lector.
- 2006: La question humaine de Nicolas Klotz - Simon.
- 2006: Le grand appartement de Pascal Thomas - Martin.
- 2006: Le scaphandre et le papillon de Julian Schnabel - Jean-Dominique Bauby.
- 2007: Actrices de Valeria Bruni Tedeschi.
- 2007: L'histoire de Richard O. de Damien Odoul – Richard O.
- 2007: Un secret de Claude Miller - François adulto.
- 2007: Un conte de Noël de Arnaud Desplechin - Henri.
- 2008: De la guerre de Bertrand Bonello - Bertrande.
- 2008: Quantum of Solace de Marc Forster - Dominic Greene.
- 2008: L'ennemi public n° 1 de Jean-François Richet - François Besse.
- 2009: Visage de Tsai Ming-liang - El hombre del matorral.
- 2009: Bancs publics (Versailles Rive-Droite) de Bruno Podalydès - El padre del cochecito.
- 2009: Les derniers jours du monde de Arnaud y Jean-Marie Larrieu - Robinson.
- 2009: Las malas hierbas de Alain Resnais - Bernard de Bordeaux.
- 2010: Les Aventures extraordinaires d'Adèle Blanc-Sec de Luc Besson.
- 2010: Tournée de Mathieu Amalric.
- 2010: Pollo con ciruelas de Marjane Satrapi.
- 2011 : Jeanne captive de Philippe Ramos — el predicador
- 2012 : Cosmopolis de David Cronenberg — Andre Petrescu, l'entarteur
- 2012 : Camille redouble de Noémie Lvovsky — el profesor de francés
- 2012 : Vous n'avez encore rien vu d'Alain Resnais — Monsieur Henri
- Las líneas de Wellington (Linhas de Wellington) (2012) de Raoul Ruiz y Valeria Sarmiento — General Marbot
- 2012 : Les gouffres de Antoine Barraud — Georges
- 2013 : Jimmy P. (Psychothérapie d'un Indien des plaines) de Arnaud Desplechin — Georges Devereux
- 2013 : La dune d'Yossi Aviram — Moreau
- 2013 : Spiritismes de Guy Maddin —
- 2013 : L'amour est un crime parfait de Hermanos Larrieu — Marc
- 2013 : La venus de las pieles de Roman Polanski — Thomas
- 2014 : El gran hotel Budapest de Wes Anderson —
- 2014 : Alas de libertad[2] de Pascale Ferran - Narrador (voz)
- 2014 : Arrête ou je continue de Sophie Fillières — Pierre
- 2014 : La chambre bleue de Mathieu Amalric
- 2015 : Wof Hall (serie televisiva) de Peter Kosminsky - Eustace Chapuys
- 2021: The French Dispatch de Wes Anderson

### Director
- 1997: Mange ta soupe
- 2001: Le stade de Wimbledon
- 2003: La chose publique
- 2010: Tournée
- 2014 : La chambre bleue

## Premios y distinciones
Festival Internacional de Cine de Cannes
| Año  | Categoría                 | Película | Resultado |
| ---- | ------------------------- | -------- | --------- |
| 2010 | Mejor Director            | 'Tournée | Ganador   |
| 2010 | Premios FIPRESCI          | 'Tournée | Ganador   |
| 2017 | Premio La poesía del cine | Barbara  | Ganador   |

Recibió el César al mejor actor revelación en 1997 pour Comment je me suis disputé… (ma vie sexuelle) de Arnaud Desplechin, y luego dos veces el César al mejor actor: en 2005 pour Reyes y reina de Desplechin y en 2008 por Le Scaphandre et le Papillon de Julian Schnabel. Ha participado asimismo en producciones estadounidenses como Quantum of Solace, Marie Antoinette o Múnich.